# حلقه قدرت ارجان
حلقه قدرت ارجان از آثار باستانی متعلق به حدود هزاره دوم پیش از میلاد و دوره عیلامی است که در محوطه تاریخی ارجان در استان خوزستان شهرستان بهبهان کشف شده و در موزه ایران باستان نگه‌داری می‌شود.
تابستان سال ۱۳۶۱ بود که عملیات احداث سد شهدای مارون در شمال شهر بهبهان ناگهان متوقف شد. آن‌ها به آرامگاهی سنگچین رسیده بودند، درون آرامگاه تابوتی بزرگ از جنس مفرغ بود و داخل آن اسکلتی به همراه خنجر، پایه آتشدان، تُنگ و ساغر و سینی، ظروف برنزی، دکمه‌های زرین و یک حلقه طلایی، حلقه‌ای که از مهم‌ترین کشفیات باستان‌شناسی در ایران است.
این حلقه قدرت زرین یکی از کشفیات مهم محوطه تاریخی ارجان است که در سینه جسد قرار گرفته بود. وزن حلقه ۲۷۳ گرم با ارتفاع حدود ۱۷ سانتی‌متر. این حلقه دارای دسته استوانه‌ای هلالی‌شکل توخالی است که دو انتهای آن به دو صفحه بیضی‌شکل ختم می‌شود. قسمت داخلی این صفحه‌ها به‌طور قرینه با نقش دو شیر بالدار که دو طرف گیاهی یا درختی مقدس ایستاده‌اند و پنجه بر پنجه یکدیگر گذاشته غرش می‌کنند. دورتادور آن‌ها نقشی گیس‌باف دیده می‌شود و زیر پای شیرها سه ردیف نقش به صورت طاق هلالی‌شکل کنده شده. روی دسته این حلقه شیارهایی است که انتهای آن‌ها به یک گل ۱۲ پر می‌رسد. این حلقه دارای کتیبه ای به خط میخی عیلامی در قسمت دسته است که ترجمه آن کیدین هوتران پسر کورولوش است.
این حلقه با ظرافتی ستودنی ساخته شده؛ دقت در قرینه‌نگاری نقوش این دو صفحه بی‌نظیر است و کل اثر تماماً به صورت چکش‌کاری و حکاکی ساخته شده چراکه هیچ اثری از چسب یا لحیم‌کاری در آن دیده نمی‌شود. نقش شیر بالدار بر این حلقه که در آن دوران نشانه قدرت و فرمانروایی بوده، باعث شد تا این شیء عجیب را حلقه قدرت بنامند.
تاکنون نمونه‌های مشابه کمی مثل این حلقه در شوش و چغازنبیل به دست آمده که کوچک‌تر از حلقه ارجان هستند و کاربری آن‌ها هم مشخص نیست. حلقه ارجان چیزی نیست که بتوان آن را به گردن انداخت یا مثل دستبند از آن استفاده کرد. حتی دسته آن جای چهار انگشت یک دست را بر خود ندارد. پس احتمالا در مراسم مذهبی یا آئینی از آن استفاده نمی‌شده. در نقش‌برجسته‌های مختلفی از تاریخ ایران باستان نمونه مشابه چنین حلقه‌ای را دست بزرگ‌زادگان یا شاهان می‌بینیم که انگار نمادی از قدرت بوده، اما نمی‌دانیم که کاربری حلقه ارجان هم مثل آن‌ها بوده یا نه. از آن‌جا که تاکنون هیچ نمونه‌ای مانند حلقه ارجان کشف نشده، کاربری این شیء به‌صورت یک راز باقی مانده. حلقه‌ای بی‌همتا و رازآلود که هنوز نمی‌دانیم کجا ساخته شده، چرا آن را درست کرده‌اند و به چه کار می‌آمده است.